# Kanadský cestovní pas

Vízové požadavky kanadských občanů
Kanada
Vízum není třeba
Vízum udělována při příjezdu
eVisa
Vízum dostupné při příjezdu i online
Vízum nutné před příjezdem

Kanadský cestovní pas je cestovní pas vydávaný občanům Kanady. Umožňuje držiteli volně opustit nebo vstoupit do Kanady; cestování do a z jiných zemí v souladu s vízovou povinností; v případě potřeby usnadňuje proces zajištění pomoci od kanadských konzulárních úředníků v zahraničí; a požaduje ochranu pro nositele v zahraničí.
Všechny kanadské pasy jsou vydávány prostřednictvím pasového programu pro imigraci, uprchlíky a občanství Kanady (IRCC). Před 1. červencem 2013 byly kanadské pasy vydávány prostřednictvím Passport Canada, nezávislé provozní agentury pro zahraniční věci a mezinárodní obchod Kanady. Pasy jsou běžně platné pět nebo deset let pro osoby starší 16 let a pět let pro děti do 16 let. V roce 2022 mělo pasy 70 % Kanaďanů, přičemž v oběhu bylo více než 24,6 milionů pasů. Přestože jsou kanadské pasy drženy jednotlivými občany, všechny kanadské pasy ze zákona zůstávají majetkem Kanadské vlády a musí být na požádání vráceny do pasového programu.
Kanada je členem skupiny Five Nations Passport Group, mezinárodního fóra pro spolupráci mezi orgány vydávajícími pasy v Kanadě, Austrálii, Novém Zélandu, Spojeném království a Spojených státech s cílem „sdílet osvědčené postupy a diskutovat o inovacích souvisejících s vývojem pasových politik, produktů a postupů“.
Kanada začala kanadským občanům 1. července 2013 vydávat biometrické pasy, známé také jako elektronické pasy nebo e-pasy.
V létě 2023 byl představen nový pas obsahující více bezpečnostních prvků a uměleckých děl.